# Lasse (voornaam)
Lasse is een Noordse jongensnaam. De naam is een verkorting van Laurentius, 'van Laurentum', een stad in Latium waarvan de naam zoveel betekent als 'laurierenstad'.

## Nederland
De naam Lasse werd in Nederland populair vanaf het midden van de jaren negentig van de twintigste eeuw. De naam wordt verspreid in Nederland aangetroffen. 
In 2014 werd Lasse 711 keer als eerste jongensnaam gegeven en 157 keer als tweede naam. 

## Bekende naamdragers
- Lasse Åberg, Zweedse artiest, regisseur
- Lasse Berghagen, Zweedse zanger, acteur
- Lasse Braun, Italiaanse regisseur
- Lasse Bøchman, Deense wielrenner
- Lasse Eerola, Finse componist
- Lasse Flagstad, Noorse pianist, dirigent
- Lasse Hallström, Zweedse regisseur
- Lasse Holm, Zweedse zanger, presentator
- Lasse Jensen, Deense golfer
- Lasse Jürgensen, Duits-Deense voetballer
- Lasse Karjalainen, Finse voetballer
- Lasse Kjus, Noorse alpineskiër
- Lasse Kolstad, Noorse acteur, zanger
- Lasse Lampi, Finse rallyrijder
- Lasse Mikkelsen, Deense voetballer
- Lasse Mårtenson, Finse zanger
- Lasse Nielsen, Deense voetballer
- Lasse Nilsson, Zweedse voetballer
- Lasse Norman Hansen, Deense wielrenner
- Lasse Schöne, Deense voetballer
- Lasse Sobiech, Duitse voetballer
- Lasse Sætre, Noorse schaatser
- Lasse Thoresen, Noorse componist
- Lasse Vibe, Deense voetballer
- Lasse Vigen Christensen, Deense voetballer
- Lasse Virén, Finse politicus